# Xi Wangmu

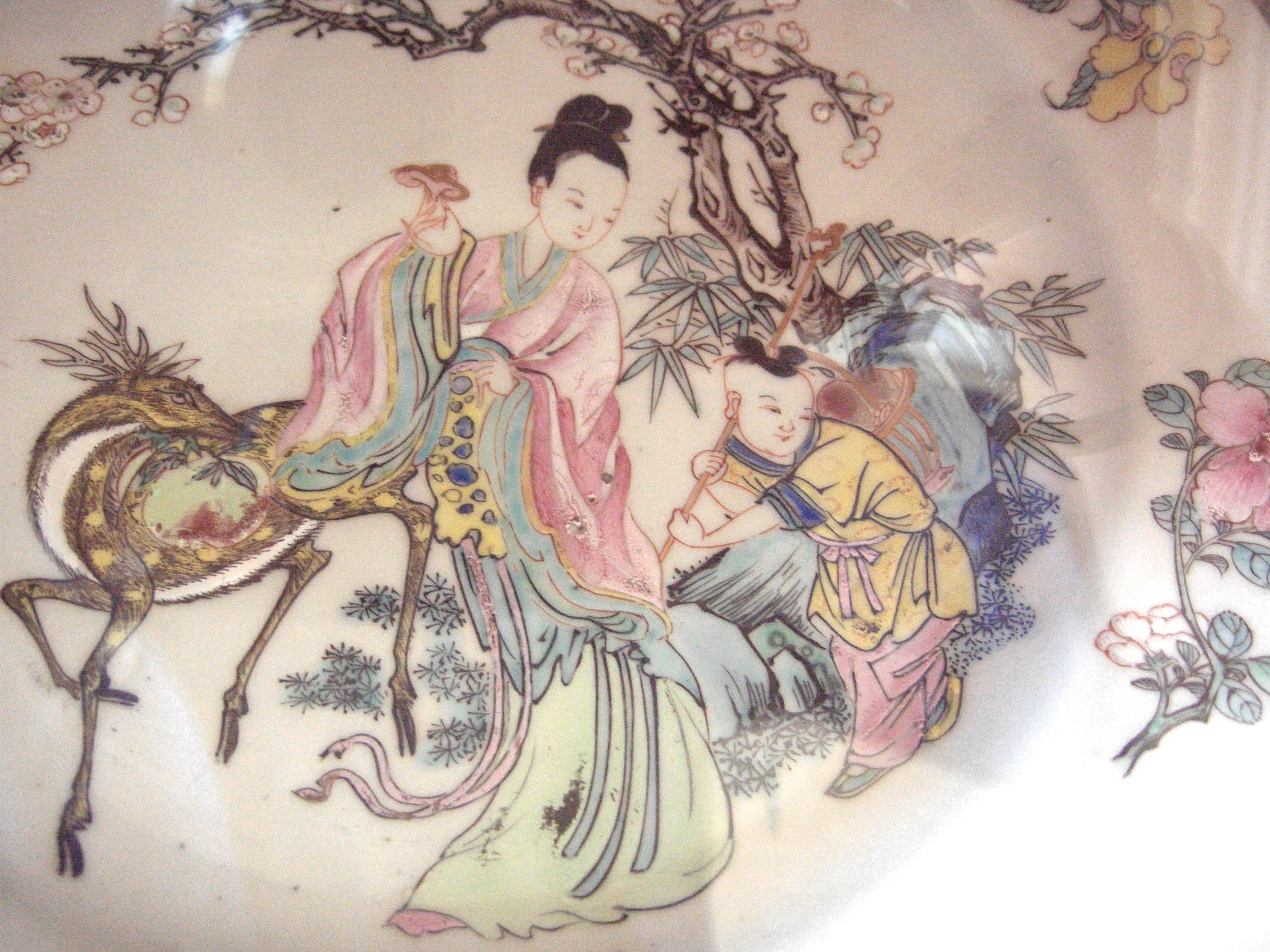
Xiwangmu

Xi Wangmu, Xiwangmu eller Hsi Wang Mu (西王母, "drottningmodern i Väster") är en gudinna i kinesisk mytologi tidigaste, i bokverket Shanhaijing framställd som en skrämmande varelse kom hon senare att uppfattas som härskarinna över ett jordiskt paradis och som förvaltare av odödlighetens hemlighet.
Hon är den kvinnliga parten som en gång per år mötte sin manliga motsats Dong Wang Gong i en process som representerade motsatsernas förening (som Yin och Yang).
Hon höll hov på berget Kunlun och kunde ibland ses flyga på en fågels rygg. Hon var ständigt uppvaktad av sina tjänarinnor jadeflickorna och deras trebenta fåglar. 
Ibland hade hon också kontakt med de legendariska första kejsarna Gaoyao, Huang-Di, Ku, Shun och Yao och med 6.000 års mellanrum mognade hennes magiska persikor som kunde ge gudarna odödlighet.
Den äldsta kända avbildningen av Xi Wangmu hittades vid utgrävningen av Markis Haihuns grav, (92–59 f.Kr.) som har pågått sedan 2011. På en polerad bronsspegel finns en bild på Xi Wangmu tillsammans med Dong Wang Gong.